# جهاد حسام الدين
جهاد حسام الدين ممثلة مصرية شاركت في العديد من الأفلام السينمائية والأعمال التليفزيونية.

## مسيرتها الفنية
بدأت جهاد حسام الدين مسيرتها الفنية منذ الصغر من خلال التمثيل في الإعلانات، ودرست العلوم السياسية، وحصلت على درجة الماجستير في إدارة وتحطيط التنمية، ثم اتجهت إلى دراسة التمثيل والتحقت بعدد من ورش إعداد الممثلين في كل من مصر وتركيا وفرنسا، وجاءت انطلاقتها الفنية الحقيقية في عام 2019 مع ظهورها التليفزيوني الأول من خلال مُشاركتها في مسلسل قابيل.

## أعمالها

### الأفلام
- رأس السنة: أنتج عام 2020، ولعبت فيه دور «رضوى».
- فرق خبرة: أنتج عام 2021، ولعبت فيه دور «نورا».
- شماريخ: أنتج عام 2023، ولعبت فيه دور «أم رؤوف».

### المسلسلات
- قابيل: أنتج عام 2019.
- ليه لأ 2: أنتج عام 2021، ولعبت فيه دور «سعيدة».
- حكايات جروب العيلة: أنتج عام 2022، ولعبت فيه دور «دينا».
- الغرفة 207: أنتج عام 2022، ولعبت فيه دور «هدى».
- سفاح الجيزة: أنتج عام 2023.
- بدون سابق إنذار: أنتج عام 2024، ولعبت فيه دور «نهى».
- بين السطور: أنتج عام 2024، ولعبت فيه دور «منار».
- مسار إجباري: أنتج عام 2024، ولعبت فيه دور «حنين».
- ظلم المصطبة: أنتج عام 2025، ولعبت فيه دور «أم نسمة».[3]

## وصلات خارجية
- صفحة الممثلة على قاعدة بيانات الأفلام العربية